# Felső-rajnai körzet

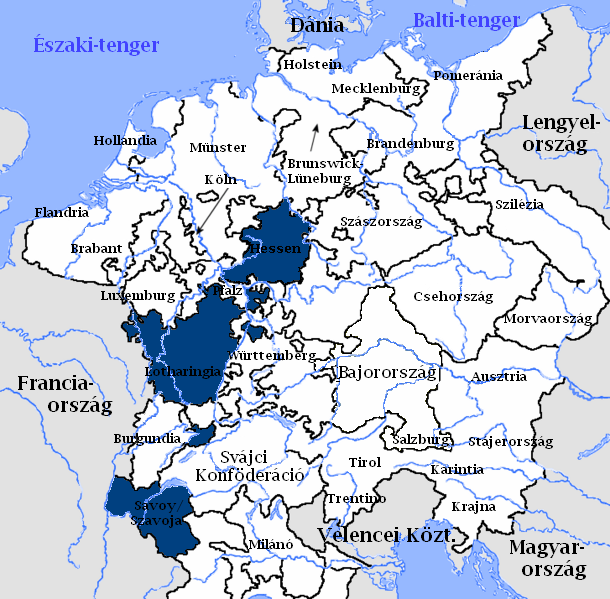
A Felső-rajnai körzet térképe

A Felső-rajnai körzet (németül: Oberrheinischer Reichskreis) 1500-ban alakult meg I. Miksa császár reformjai révén. A Felső-rajnai körzeta Német-római Birodalom nyugati részén feküdt. Nem egybefüggő területet alkotott, mégis az egységet szimbolizálta. A védelmi, adózási és az érdekképvislet érdekében hozták létre a körzeteket. 
A Felső-rajnai körzet több nagy hercegségből állt, amelyek nagy része a 17. században Franciaországhoz került. Ezek listája lentebb látható:
| Név                            | Államforma             | Megjegyzések |
| ------------------------------ | ---------------------- | --- |
| Bar                            | hercegség              | 1483-ban Lotharingiával egyesült. |
| Bázel                          | Püspökség              | A 8. században alapították. 1000 körül függetlenedett a Burgund királyságtól. 1527-től Porrentruy-ban volt a székhelye.                                                                      |
| Bretzenheim                    | uradalom               | Köln birtoka volt, majd Heydecki Károly Ágost gróf, Károly Tivadar bajor választófejedelem törvénytelen fia kapta meg 1772-ben. Birodalmi grófság 1774-ben, 1789-ben hercegség.              |
| Colmar                         | szabad birodalmi város | II. Frigyes császár garantálta jogait 1226-ban. 1354-től Décapole része. |
| Dagstuhl                       | uradalom               | Fleckenstein urai birtokolták, Oettingen-Wallerstein szerezte meg 1697-ben. |
| Falkenstein                    | grófság                | 1456-tól Daun grófjai tartották kézben. Grófság 1518-tól, majd Lotharingia része lett 1667-ben. 1782-től Előausztria igazgatta.                                                              |
| Frankfurt am Main              | szabad birodalmi város | 1220-tól birodalmi választóhely, amit az 1356-os aranybulla megerősített. |
| Friedberg                      | szabad birodalmi város | 1252-től. |
| Fulda                          | Püspökség              | Szent Bonifác alapította 744-ben, II. Frigyes garantálta jogait 1220-ban, hercegérsekség 1752-től.                                                                                           |
| Hagenau                        | szabad birodalmi város | 1260-tól birodalmi város, 1354-től Décapole fővárosa. |
| Hanau-Lichtenberg              | uradalom               | 1456-ban felosztották Hanaui grófságot Hanau-Babenhausenre, majd megörökölték a Lichtenbergi uradalmat 1474-ben. 1736-ban Hesse-Darmstadt kapta meg.                                         |
| Hanau-Münzenberg               | grófság                | 1456-ban vált ki a Hanaui grófságból. 1642-ben újra egyesült Hanau-Lichtenberggel, majd 1736-ban Hesse-Kassel része lett.                                                                    |
| Heitersheim                    | hercegség              | A Máltai Lovagrend birtoka volt |
| Hersfeld                       | hercegség              | 736 körül alapította szent Sturm, birodalmi jogait 775-ben Nagy Károly garantálta. Világi hercegséggé 1648-ban alakult és Hesse-Kassel birtokolta.                                           |
| Hessen                         | Tartománygrófság       | 1247-ben alapították a Thüringiai örökösödési háború után. Központja Kassel volt. 1567-ben, I. Fülöp halála után felosztódott.                                                               |
| Hessen-Darmstadt               | Tartománygrófság       | Hessen felosztásából keletkezett 1567-ben, majd 1806-ban Hesseni nagyhercegség lett. |
| Hessen-Kassel                  | Tartománygrófság       | Hessen felosztásából keletkezett 1567-ben, majd választófejedelemséggé alakult 1803-ban. |
| Hessen-Marburg                 | Tartománygrófság       | 1567-ben alakult és 1604-ben Hessen-Darmstadthoz csatolták. |
| Hessen-Rheinfels               | Tartománygrófság       | Hessen felosztásából keletkezett 1567-ben és magába foglalta a korábbi Katzenelnbogeni grófságot Rheinfelsi várral együtt. Az ág kihalt 1583-ban és Hessen-Kasselhez csatolták.              |
| Isenburg-Birstein              | hercegség              | Isenburg-Büdingen-Birsteinből alakult ki 1628-ban, 1644-ben beolvadt Isenburg-Offenbachba, majd újjáéledt 1711-ben. 1744-től hercegség.                                                      |
| Isenburg-Büdingen-Büdingen     | grófság                | Az Isenburgi grófság alága volt 1511-től (Oberisenburg), majd tovább osztódott 1628-ban. |
| Isenburg-Büdingen-Meerholz     | grófság                | Isenburg-Büdingenből vált ki 1673-ban. |
| Isenburg-Büdingen-Wächtersbach | grófság                | Isenburg-Büdingenből vált ki 1673-ban. |
| Kaysersberg                    | szabad birodalmi város | Décapole része 1354-től. |
| Königstein                     | grófság                | Eppstein urai birtokolták, I. Miksa emelte birodalmi grófsággá 1505-ben, 1535-ben Stolberg örökölte, majd Mainz 1581-ben megkaparintotta.                                                    |
| Kriechingen                    | grófság                | Lotharingia korábbi hűbérbirtoka Créhange körül, 1617-ben birodalmi grófság, 1697-től Kelet-Frízföld birtoka, 1726-tól Wied-Runkel kapta meg.                                                |
| Landau                         | szabad birodalmi város | Birodalmi jogait I. Rudolf garantálta 1291-ben, Speyer püspöke szerezte meg 1324-ben, majd I. Miksa 1511-ben újra alapította. 1521-ben Décapole része lett.                                  |
| Leiningen-Dagsburg             | grófság                | A Leiningeni grófság utóda 1317-től, hercegség 1779-től. |
| Leiningen-Hartenburg           | grófság                | |
| Leiningen-Westerburg           | grófság                | A Leiningeni grófság utóda 1317-től, majd Westerburg urai kapták meg 1467-ben. |
| Lotaringia                     | Hercegség              | A korábbi felső Lotharingia 1431-től. 1766-ban Franciaországhoz csatolták. |
| Metz                           | püspökség              | 535-ben alakult, birodalmi előjogait IV. Károly biztosította 1357-ben, 1552-ben II. Henrik francia király szállta meg, 1648-tól a Három francia püspökség része.                             |
| Münster                        | szabad birodalmi város | |
| Münzfelden                     | Vár és város           | |
| Nassau-Idstein                 | hercegség              | |
| Nassau-Ottweiler               | hercegség              | |
| Nassau-Saarbrücken-Saarbrücken | hercegség              | |
| Nassau-Usingen                 | hercegség              | 1659-ben vált ki Nassau-Saarbrückenből, hercegség 168-tól, 1806-tól Nassau része. |
| Nassau-Weilburg                | hercegség              | 1688-tól hercegség, 1806-tól Nassau része. |
| Nomeny                         | Őrgrófság              | Metzi püspökség része volt 1548-ig, II. Miksa alapította 1567-ben, majd Lotharingiához csatolták 1612-ben.                                                                                   |
| Oberehnheim                    | szabad birodalmi város | |
| Oberisenburg                   | grófság                | |
| Odenheim                       | Polgármesterség        | 1122-ben alapították, majd átköltözött 1507-ben Bruchsalba. |
| Ollbrück                       | uradalom               | Olbrücki kastély körüli területek, eredetileg Wied uralta. |
| Pfalz-Lautern                  | hercegség              | Pfalz-Simmern része volt 1577-től. |
| Pfalz-Simmern                  | hercegség              | A Pfalzi választófejedelemség felosztása után alakult 1410-ben, 1685-ben Pfalz-Neubugrhoz került.                                                                                            |
| Pfalz-Veldenz                  | hercegség              | A korábbi Veldenzi grófságot 1444-ben Pfalz-Zweibrücken örökölte meg. |
| Pfalz-Zweibrücken              | hercegség              | A korábbi Zweibrückeni grófság, amit perszonálunióban igazgattak Pfalz-Simmern urai 1459-ig. 1734-ben Pfalz-Birkenfeldhez került.                                                            |
| Prüm                           | Apátság                | Kis Pipin alapította 752-ben. Birodalmi jogait II. Frigyes garantálta 1222-ben. Trierből igazgatták.                                                                                         |
| Reipoltskirchen                | uradalom               | 1300-tól. |
| Rosheim                        | szabad birodalmi város | 1303-tól, a Décapole része 1354-től, 1679-ben Franciaország bekebelezte. |
| Salm                           | grófság                | 1165-től Felső Salm, 1499-ben felosztották, Lotharingia része volt 1600-ig. |
| Salm-Dhaun                     | Wild- és Rajnagrófság  | 1499-től vált ki Salmból. Az uralkodó család 1750-ben kihalt és a grófságot Salm-Grumbach örökölte.                                                                                          |
| Salm-Grehweiler                | Wild- és Rajnagrófság  | Salm-Grumbachból vált ki 1668-ban. |
| Salm-Grumbach                  | Wild- és Rajnagrófság  | Salm-Dhaunból vált ki 1561-ben, 1801-ben Franciaországhoz csatolták. |
| Salm-Kyrburg                   | hercegség              | Salmból vált ki 1499-ben, Kirnben volt a központja, 1743-tól hercegi grófság, 1802-től hercegség.                                                                                            |
| Salm-Stein                     | Rajnagrófság           | Salm-Grumbachból vált ki 1668-ban. |
| Szavoja                        | hercegség              | Arlesi királyság része volt, mint grófság. 1031-ben II. Konrád császár örökölte. IV. Károly garantálta birodalmi jogait 1361-ben. 1416-tól hercegség, 1720-ban a Szárd királyság része lett. |
| Sayn-Wittgenstein-Berleburg    | grófság                | 1607-ben Sayn-Wittgensteinből vált le. |
| Sayn-Wittgenstein-Wittgenstein | grófság                | 1607-ben keletkezett Sayn-Wittgensteinból, majd 1657-től Sayn-Wittgenstein-Hohenstein. |
| Schlettstadt                   | szabad birodalmi város | |
| Solms-Braunfels                | hercegség              | Solmsból keletkezett 1258-ban, 1742-től hercegség. |
| Solms-Laubach                  | hercegség              | 1544-ben alakult ki Solms-Lichből. |
| Solms-Lich-Hohensolms          | hercegség              | Solms(-Braunfels)-ből alakult ki 1409-ben, 1544-től pedig Solms-Hohensolms-Lich, 1792-től hercegség.                                                                                         |
| Solms-Rödelheim                | hercegség              | Solms-Laubachból alakult ki 1607-ben, 1635-től Solms-Rödelheim-Assenheim. |
| Speyer                         | püspökség              | 614 előtt alapították, birodalmi jogait I. Ottó adta 969-ben. |
| Speyer                         | szabad birodalmi város | A Speyeri püspökök elfogadták városi jogait 1294-ben, 50 birodalmi gyűlés székhelye volt. |
| Sponheim                       | grófság                | A 11. században alapították és a Badeni őrgrófság közös birtoka volt a Simmerni palotagrófokkal 1437-től.                                                                                    |
| Strasbourg                     | püspökség              | A 4. században alapították és érsekség 982-től. |
| Strasbourg                     | szabad birodalmi város | 1262-től. |
| Toul                           | püspökség              | 365-ben alapította szent Mansuetus. Birodalmi jogait 928-ban I. Henrik megerősítette. 1552-ben megszállta II. Henrik francia király, a három püspökség része 1648-tól.                       |
| Toul                           | szabad birodalmi város | A 13. századtól, 1552-ben elfoglalta II. Henrik. |
| Türkheim                       | szabad birodalmi város | 1312-től, majd a Décapole része 1354-től. |
| Verdun                         | püspökség              | 346 körül alapították, birodalmi jogait III. Ottó megerősítette 997-ben. 1552-ben elfoglalta II. Henrik francia király, a három püspökség része 1648-tól.                                    |
| Verdun                         | szabad birodalmi város | A 12. századtól (Wirten), 1552-ben elfoglalta II. Henrik francia király. |
| Waldeck                        | grófság                | 1180 körül alapították a családot, birodalmi jogait Vencel garantálta 1379-ben, 1625-től Waldeck-Pyrmont, 1712-től hercegség.                                                                |
| Wartenberg                     | grófság                | 1232-ben alapították, a Riedesel család örökölte 1428-ban. |
| Weissenburg                    | szabad birodalmi város | 1306-tól, a Décapole része 1354-től, 1648-ban Franciaország bekebelezte. |
| Weissenburg                    | Polgármesterség        | 660 körül alapította a Speyeri püspök, birodalmi jogait II. Ottó ajándékozta 967-ben, majd 1546-tól ismét Speyer alá tartozott.                                                              |
| Wetzlar                        | szabad birodalmi város | Birodalmi előjogait I. Frigyes ajándékozta 1180-ban. |
| Worms                          | püspökség              | 614-ben alapították. |
| Worms                          | szabad birodalmi város | I. Frigyes garantálta jogait 1184-ben. |